# Domaniów (gemeente)
De gemeente Domaniów (Duits: Thomaskirch) is een landgemeente in de woiwoidschap Neder-Silezië, in powiat Oławski.
Op 30 juni 2004 telde de gemeente 5290 inwoners.

## Oppervlakte gegevens
In 2002 bedroeg de totale oppervlakte van gemeente Domaniów 94,31 km², waarvan:
- agrarisch gebied: 91%
- bossen: 0%

De gemeente beslaat 18,01% van de totale oppervlakte van de powiat.

## Demografie
Stand op 30 juni 2004:
| Omschrijving                   | Totaal | Totaal | Vrouwen | Vrouwen | Mannen | Mannen |
| ------------------------------ | ------ | ------ | ------- | ------- | ------ | ------ |
| eenheid                        | aantal | %      | aantal  | %       | aantal | %      |
| inwoners                       | 5290   | 100    | 2661    | 50,3    | 2629   | 49,7   |
| bevolkingsdichtheid (inw./km²) | 56,1   | 56,1   | 28,2    | 28,2    | 27,9   | 27,9   |

In 2002 bedroeg het gemiddelde inkomen per inwoner 1276,55 zł.

## Administratieve plaatsen (sołectwo)
Brzezimierz, Chwastnica, Danielowice, Domaniów, Gęsice, Goszczyna, Grodziszowice, Janków, Kończyce, Kuchary, Kurzątkowice, Pełczyce, Piskorzów, Piskorzówek, Polwica, Radłowice, Radoszkowice, Skrzypnik, Swojków, Wierzbno, Wyszkowice.
Zonder de status sołectwo : Domaniówek, Gostkowice, Kuny, Teodorów.

## Aangrenzende gemeenten
Borów, Oława, Strzelin, Święta Katarzyna, Wiązów, Żórawina